# Sin City (film)
Sin City (2005, altă denumire Frank Miller's Sin City) este un film neo-noir de acțiune regizat de Frank Miller, Quentin Tarantino și Robert Rodriguez, cu Bruce Willis, Jessica Alba și Mickey Rourke în rolurile principale. Filmul se bazează pe seria omonimă de benzi desenate creată de Frank Miller. Este continuat de filmul Sin City: A Dame to Kill For din 2014.
Filmul este format din șase părți: The Customer Is Always Right (1), That Yellow Bastard (1), The Hard Goodbye, The Big Fat Kill, That Yellow Bastard (2) și The Customer Is Always Right (2); și se bazează pe trei romane grafice create de Frank Miller, "The Hard Goodbye", "The Big Fat Kill" și "That Yellow Bastard".

## Prezentare
Filmul prezintă orașul Sin City, un oraș întunecat în care au loc multe întâmplări dramatice, poliția este coruptă, iar pe străzi are loc o luptă între prostituate și un grup de mercenari. 

## Actori
- Josh Hartnett este „The Salesman”, denumit în scenariu ca „The Man”.
- Marley Shelton este The Customer
- Mickey Rourke este Marv
- Jaime King este Goldie/Wendy
- Carla Gugino este Lucille
- Rutger Hauer este Cardinal Patrick Henry Roark
- Jason Douglas este Asasinul
- Frank Miller este Preotul
- Brittany Murphy este Shellie
- Jessica Alba este Nancy Callahan
- Alexis Bledel este Becky
- Clive Owen este Dwight McCarthy
- Benicio del Toro este Det. Lt. Jack "Jackie Boy" Rafferty
- Rosario Dawson este Gail
- Michael Clarke Duncan este Manute
- Devon Aoki este Miho
- Patricia Vonne este Dallas
- Nicky Katt este Stuka
- Bruce Willis este Det. John Hartigan
- Nick Stahl este Roark Junior/Yellow Bastard
- Powers Boothe este Senatorul Roark
- Michael Madsen este Bob
- Makenzie Vega este Young Nancy Callahan
- Jude Ciccolella este Liebowitz
- Rick Gomez este Klump
- Nick Offerman este Shlubb
- Tommy Flanagan este Brian
- Elijah Wood este Kevin

## Premii
În 2005 a câștigat Premiul Saturn pentru cel mai bun film de acțiune/aventură/thriller.